# Take My Mind
Take My Mind (englisch für „Nimm meinen Verstand“) ist ein Lied des deutsch-südafrikanischen Rappers WizTheMc aus dem Jahr 2025, in Zusammenarbeit mit dem deutschen Produzententrio Bees & Honey.

## Entstehung und Artwork
Geschrieben wurde das Lied vom Interpreten Sanele Sydow (WizTheMc) selbst, zusammen mit dem Produzentenquartett Hitimpulse (bestehend aus Jeremy Chacon, Jonas Kalisch, Henrik Meinke und Alexsej Vlasenko), deren Mitglieder wiederum größtenteil auch Bees & Honey angehören. Das Produzentenquartett zeichnete zudem auch für die Abmischung sowie die Produktion verantwortlich. Bei der Produktion erhielt das Quartett Unterstützung durch Paco Bose, der nicht nur als Koproduzent fungierte, sondern auch für das Mastering verantwortlich war.
Auf dem Frontcover der Single ist – neben dem Liedtitel – eine stilisierter, großer Mann zu sehen, der den Anschein erweckt, seine Arme nach oben zu reißen. Während diese Person sowie die Aufschrift des Liedtitels in schwarz gehalten sind, ist der Hintergrund in grün gestaltet.

## Veröffentlichung und Promotion
Die Erstveröffentlichung von Take My Mind erfolgte als Single am 4. Juli 2025 bei Bamboo Artists. Diese erschien als digitale Maxi-Single zum Download und Streaming, mit zwei Versionen der vorangegangenen Single Show Me Love als B-Seite (Katalognummer: 009392405912). Das Label ist zugleich für den Vertrieb zuständig.

## Inhalt
Der Liedtext zu Take My Mind ist in Englisch verfasst; bedeutet ins Deutsche übersetzt „Nimm meinen Verstand“ und stammt vom Interpreten WizTheMc sowie dem Produzentenquartett Hitimpulse. Alle Texter komponierten zugleich die Musik in der Tonart Cis-Dur mit 114 Schläge pro Minute. Musikalisch bewegt sich das Lied im Bereich des Hip-Hops, mit Einflüssen aus dem Afrobeat, Contemporary R&B und der Popmusik.
In Take My Mind beschreibe der Protagonist das intensive Gefühl, sich in einer Verbindung zu verlieren, die über das Alltägliche hinausgehe. Es gehe um das Bedürfnis, dem eigenen Gedankenkarussell zu entfliehen, getragen von Nähe, Momenten der Leichtigkeit und dem Rausch eines gemeinsamen Jetzt („Take my mind to another place, I feel your thunder, I feel your rain on my skin“). Diese Zeilen würden auf eine starke emotionale Verbindung hindeuten, bei der die andere Person zum Zufluchtsort werde. Das Stück sei keine klassische Liebeserklärung, sondern ein stiller Wunsch nach Tiefe ohne große Worte: ehrlich, nahbar und durchzogen von einer Sehnsucht, die sich nicht festhalten lasse.
Aufgebaut ist das Lied aus einem Intro, zwei Strophen, einem Refrain und einem Outro. Es beginnt mit dem Intro, dass lediglich die erste Hälfte des Refrains wiedergibt. Auf dieses folgt die erste Strophe, die als Vierzeiler verfasst wurde. An diese schließt sich zunächst der Prechorus mit seinen sechs Zeilen an, ehe der eigentliche achtzeilige Refrain einsetzt. Nach dem Refrain setzt die zweite Strophe ein, die sich aus zwei Achtzeilern besteht und somit insgesamt 16 Zeilen umfasst. Auf die zweite Strophe setzt diesmal direkt der Hauptteil des Refrain ein, ehe das Lied mit dem Outro endet. Wie das Intro greift auch das Outro wieder auf den Refrain zurück und wiederholt lediglich zweimal die Zeilen „Show me ways, show me ways“ und „I feel your rain on my skin“. Die Interpretation erfolgt lediglich durch WizTheMc, nicht durch Bees & Honey.
| “Take my mind to another place (Take my mind away). I feel your thunder, I feel your rain (I feel it all) on my skin. When the sun down, you show me ways (Show me all I can taste). Ways to follow intention (Oh), ways to unknown dimensions. Take my mind to another place. I feel your thunder (I feel your rain), I feel your rain on my skin. When the sun down, you show me ways (You show me ways, you show me ways). Ways to follow intention (Oh), ways to unknown dimensions.” – Refrain, Originalauszug | „Bring meinen Verstand an einen anderen Ort. Ich spüre deinen Donner, ich spüre deinen Regen auf meiner Haut. Wenn die Sonne untergeht, zeigst du mir Wege (Du zeigst mir Wege, du zeigst mir Wege). Wege, der Absicht zu folgen, Wege zu unbekannten Dimensionen. Bring meinen Verstand an einen anderen Ort (Bring meinen Verstand, meinen Verstand). Ich spüre deinen Donner, ich spüre deinen Regen auf meiner Haut. Wenn die Sonne untergeht, zeigst du mir Wege (Du zeigst mir Wege, du zeigst mir Wege). Wege, der Absicht zu folgen, Wege zu unbekannten Dimensionen (Ja, ja, ja, ja).“ – Refrain, Übersetzung |

## Mitwirkende
| Liedproduktion - Paco Bose: Koproduktion, Mastering - Jeremy Chacon: Abmischung, Komposition, Liedtext, Musikproduktion - Jonas Kalisch: Abmischung, Komposition, Liedtext, Musikproduktion - Henrik Meinke: Abmischung, Komposition, Liedtext, Musikproduktion - Sanele Sydow (WizTheMc): Komposition, Liedtext, Rap - Alexsej Vlasenko: Abmischung, Komposition, Liedtext, Musikproduktion | Unternehmen - Bamboo Artists: Musiklabel, Vertrieb |

## Rezeption
Das deutschsprachige Online-Magazin Diffus kürte Take My Mind zur „Empfehlung des Tages“. Während der Rezension hieß es, dass das Stück seinem Vorgänger Show Me Love was das (Sommer)Hitpotenzial angehe in nichts nachstehe. Das Lied komme mit einer Mischung aus Laid Back Hip-Hop, Afrobeats und Pop daher, eine Kombination, die nach langen Sommernächten klinge und von der ersten Sekunde an zum Tanzen einlade – perfekt fürs heiße Wochenende.
Eine Rezensentin von Songtexte.com ist der Meinung, dass Take My Mind einen Nerv treffe. Zwischen treibenden Beats und verträumtem Gesang entstehe ein Titel, der Leichtigkeit versprühe und zugleich tief unter die Oberfläche gehe. Das Lied erzähle vom Wunsch, dem eigenen Kopf zu entkommen – mit einem Klang, der gleichzeitig flüchtig und eindringlich wirke. Bees & Honey habe dem Lied einen schwebenden, modernen Sound verleihen; eine Mischung aus Pop, Afrobeats und lässigem R&B-Flair. Diese Mischung erinnere unter anderem an Musiker wie Burna Boy, J Hus oder auch Tems. Thematisch knüpfte das Lied an eine lange Tradition emotionaler Ehrlichkeit an. Es gehe nicht um große Gesten, sondern um subtile Gefühle, um das Bedürfnis nach Nähe und die Suche nach Leichtigkeit inmitten innerer Unruhe. Diese Mischung aus entspannter Coolness und verletzlicher Offenheit sei typisch für WizTheMc und mache das Lied zu einem kleinen Befreiungsschlag im Soundtrack des Alltags.

## Chartplatzierungen
Take My Mind stieg am 11. Juli 2025 auf Rang 68 der deutschen Singlecharts ein und erreichte zwei Wochen später seine beste Platzierung mit Rang 23. Darüber hinaus erreichte das Lied in der Chartwoche vom 1. August 2025 Rang 22 der deutschen New Entry Airplaycharts sowie in der gleichen Chartwoche Rang 52 der Airplaycharts.
Im Vereinigten Königreich stieg die Single eine Woche später, am 18. Juli 2025, auf Rang 77 ein und erreichte seine beste Platzierung in der Folgewoche mit Rang 62. Hier ist es die zweite Chartsingle mit deutscher Beteiligung im Kalenderjahr 2025, die erste nach vier Monate. Der letzte Neueinstieg gelang am 7. März ebenfalls Bees & Honey sowie WizTheMc mit der vorangegangenen Single Show Me Love.
Darüber hinaus avancierte das Lied zum Charthit in der Schweiz (Rang 18), Österreich (Rang 25), Norwegen (Rang 73) und Schweden (Rang 91).
| ChartsChartplatzierungen     | Höchstplatzierung | Wochen |
| ---------------------------- | ----------------- | ------ |
| Deutschland (GfK)            | 23 (… Wo.)        | …      |
| Österreich (Ö3)              | 25 (… Wo.)        | …      |
| Schweiz (IFPI)               | 18 (… Wo.)        | …      |
| Vereinigtes Königreich (OCC) | 62 (… Wo.)        | …      |